# Quattro Castella
Cet article possède un paronyme, voir Castella.

Quattro Castella (I Quâter Castē en dialecte reggiano)  est une commune italienne de la province de Reggio d'Émilie dans la région Émilie-Romagne en Italie.

## Géographie

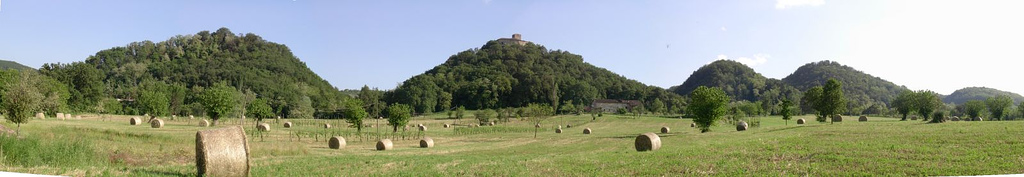
les Quatre collines de la commune

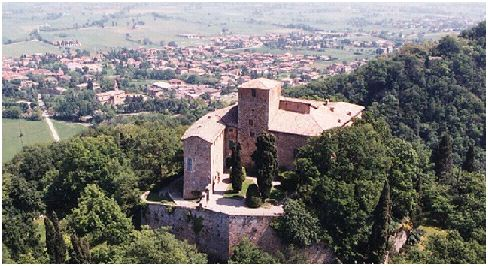
Château de Bianello

La commune de Quattro Castella se situe aux pieds des premières collines de l’Apennin reggiano à une altitude variant de 109 à 402 mètres (161 m devant la mairie), à 14 km au sud de Reggio d'Emilie et à 3 km de Bibbiano par la SP53, sur un territoire mi-plaine et mi-collines entre Parme et Modène. Le chef-lieu comme la plupart des hameaux se trouvent sur la route SP23 qui va de San Polo d'Enza (4 km à l’ouest) à Scandiano (27 km à l’est).

Grandes villes voisines :
- Reggio d'Émilie 14 km
- Bologne 71 km
- Parme 38 km
- Modène 50 km
- Milan 137 km

## Histoire
Le pays de Quattro Castella prend le nom de quatre châteaux (quattro castelli) érigés sur les quatre collines qui, en arrivant d’est en ouest sont les monts : Vetro, Bianello, Lucio et Zane ; qui faisait probablement partie du système de défense des domaines des Canossa. À part le Castello di Bianello, qui subsiste pratiquement intact, il ne reste que des ruines des trois autres.

- Mont Zane ou mont Zagno ou Mongiovanni, le plus occidental des quatre châteaux, était une première possession des Dalla Palude, puis de Parme, puis de Reggio, puis des Canossa en 1339.
- Mont Lucio ou mont Luzzo, le troisième en venant d’est, dont le nom viendrait de celui d’une ancienne colonie romaine nommée Lucii[2]. Érigé comme tour défensive au Xe siècle, mont Lucio fut vendu à Parme en 1297, complètement détruit par Azzo VIII d'Este en 1307 puis reconstruit.
- Bianello, la seconde des quatre collines sur laquelle s’élève le magnifique château de Bianello et resté intacte. Historiquement lié au château de Canossa de la même époque, fut la demeure de la comtesse Mathilde de Canossa couronnée "Reine d'Italie" par l’empereur Henri V du Saint-Empire. Propriété de la commune de Quattro Castella, il est libre aux visites guidées et loué pour des évènements particuliers et mariages.
- Mont Vetro ou mont Vecchio, le plus à l’est des quatre, érigé probablement comme tour défensive vers l’an 1000, il passa des Canossa à la famille Fogliani, puis à la commune de Parme. En 1354, retourna aux Canossa jusqu’à leur extinction. Ne restent aujourd’hui que quelques ruines.

## Monuments et lieux d’intérêt
- Château de Bianello, dont les origines remontent à 835, ex-demeure de Mathilde de Canossa.
- L’église de sant'Antonino Martire
- L’oratoire « Don Bosco » et la chapelle de la Madonna della Battaglia

## Personnalités liées à Quattro Castella
- Andrea Balletti, historien

## Fêtes et évènements
- Évocation historique, soirée médiévale et cortège en habits d’époque, au mois de mai.
- Marché des antiquaires dans la hameau de Roncolo, tous les mercredis de juin, juillet et août.
- Foire des châtaignes début novembre à Puianello.
- Foire d’octobre à Quattro Castella, exposition artistique, luna park, spectacle.
- La nuit de san Lorenzo, début août, dégustation gastronomie.

## Administration
| Période                                  | Période  | Identité          | Étiquette    | Qualité |
| ---------------------------------------- | -------- | ----------------- | ------------ | ------- |
| 08/06/2009                               | En cours | Andrea Tagliavini | union locale |         |
| Les données manquantes sont à compléter. |          |                   |              |         |

### Hameaux
Bedogno, Bosco, Braglie, Ca'Fornace, Calinzano, Casa Valle, Forche, La Fornace, Mangallana, Montecavolo, Orologia, Pamperduto, Piazza Navona, Puianello, Roncolo, Rubbianino, Salvarano, Scampate, Selvarola.

### Communes limitrophes
Albinea (11 km), Bibbiano (3 km), San Polo d'Enza (4 km), Vezzano sul Crostolo (7 km).

## Population

### Évolution de la population en janvier de chaque année
| 1861  | 1901  | 1921  | 1951  | 1961  | 1971  | 1981  | 1991  | 2001   |
| ----- | ----- | ----- | ----- | ----- | ----- | ----- | ----- | ------ |
| 4 113 | 5 314 | 6 605 | 6 652 | 5 877 | 6 347 | 8 332 | 9 515 | 11 204 |

| 2012   | - | - | - | - | - | - | - | - |
| ------ | - | - | - | - | - | - | - | - |
| 13 197 | - | - | - | - | - | - | - | - |

### Ethnies et minorités étrangères
Selon les données de l’Institut national de statistique (ISTAT) au 1er janvier 2011 la population étrangère résidente et déclarée était de 861 personnes, soit 6,6 % de la population résidente.
Les nationalités majoritairement représentatives étaient :
| Pos. | Pays    | Population |
| ---- | ------- | ---------- |
| 1    | Maroc   | 179        |
| 2    | Tunisie | 76         |
| 3    | Ukraine | 63         |
| 4    | Albanie | 53         |
| 5    | Inde    | 51         |

## Jumelage
- Buzet (Croatie)
- Weilbourg (Allemagne)

## Économie
L’agriculture traditionnelle dans la zone de plaine (céréales, légumes, fruits et vigne).

Les zones artisanales sont concentrées sur la route SP23 au hameau de Montecavalo et sur la SP3 au hameau de Ca’Fornace (industrie de la petite mécanique)

### Sources
- « Mathilde de Canossa, Reine d’Italie », sur esseremiliano.com.